# Fahrradcomputer

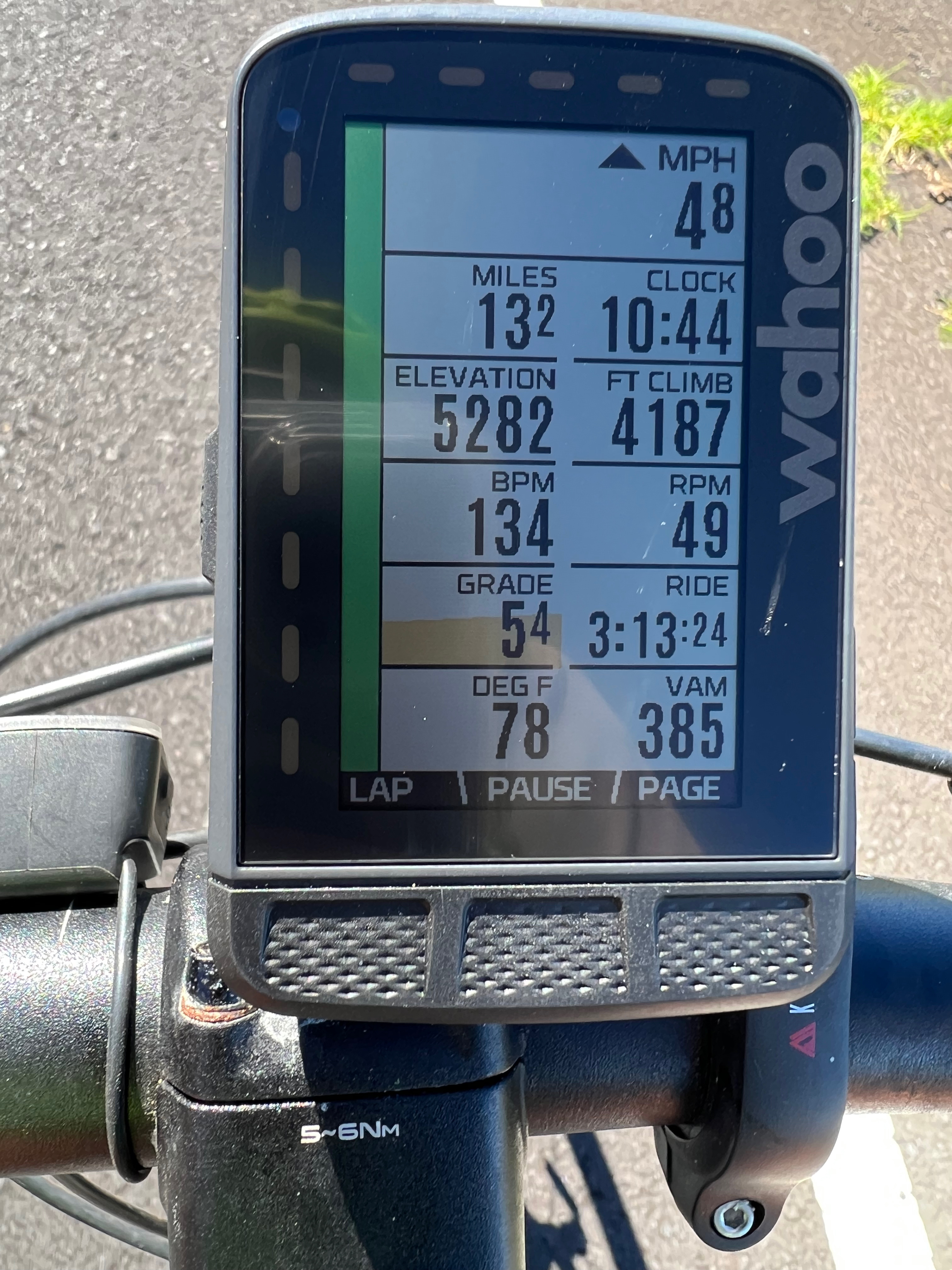
Moderner GPS-gestützter Radcomputer mit verbundener Sensorik. Anzeigen von oben nach unten und links nach rechts:
1. aktuelle Geschwindigkeit (in Meilen pro Stunde)
2. Fahrstrecke (in Meilen)
3. Uhrzeit
4. aktuelle Höhe über Null (in Fuß)
5. Höhenmeter (in Fuß)
6. Herzfrequenz
7. Trittfrequenz
8. Steigung in Prozent
9. Fahrzeit
10. Temperatur
11. Höhenmeter pro Stunde (in Meter)

Ein Fahrradcomputer (schweizerisch Velocomputer) oder Fahrradtacho ist ein elektronisches Gerät zur kontinuierlichen Messung von Geschwindigkeit und der zurückgelegten Wegstrecke beim Fahrradfahren. Moderne Geräte können über GPS navigieren und sich mit Sensoren und Smartphones verbinden.

## Geschichte
Schon beim Aufkommen des Radsports entstand der Wunsch, insbesondere beim Training Daten über gefahrene Distanzen und erreichte Geschwindigkeiten zu erhalten. Einfache mechanische Lösungen, die daraufhin entwickelt wurden, waren Kilometerzähler und Fahrradtachometer.

### Kilometerzähler
Beim Kilometerzähler wurde durch einen in den Speichen befestigten Mitnehmer bei jeder Umdrehung ein Zählwerk um einen Zählbetrag erhöht. Da der mit jeder Radumdrehung zurückgelegte Weg gleich dem Umfang des Rades ist, wurden für unterschiedliche Felgendurchmesser jeweils passende Kilometerzähler angeboten. Eine Ungenauigkeit ergab sich dadurch, dass auf Felgen mit dem gleichen Durchmesser Reifen mit unterschiedlichen Abrollumfängen montiert werden können. Meist wurden Kilometerzähler direkt an der Vordergabel des Fahrrades befestigt. Trotz des großen Abstands zum Gesicht des Fahrers waren die meisten Kilometerzähler während der Fahrt ablesbar. Diese mechanischen Zähler wurden gelegentlich auch Zyklometer genannt.

### Mechanische Tachometer

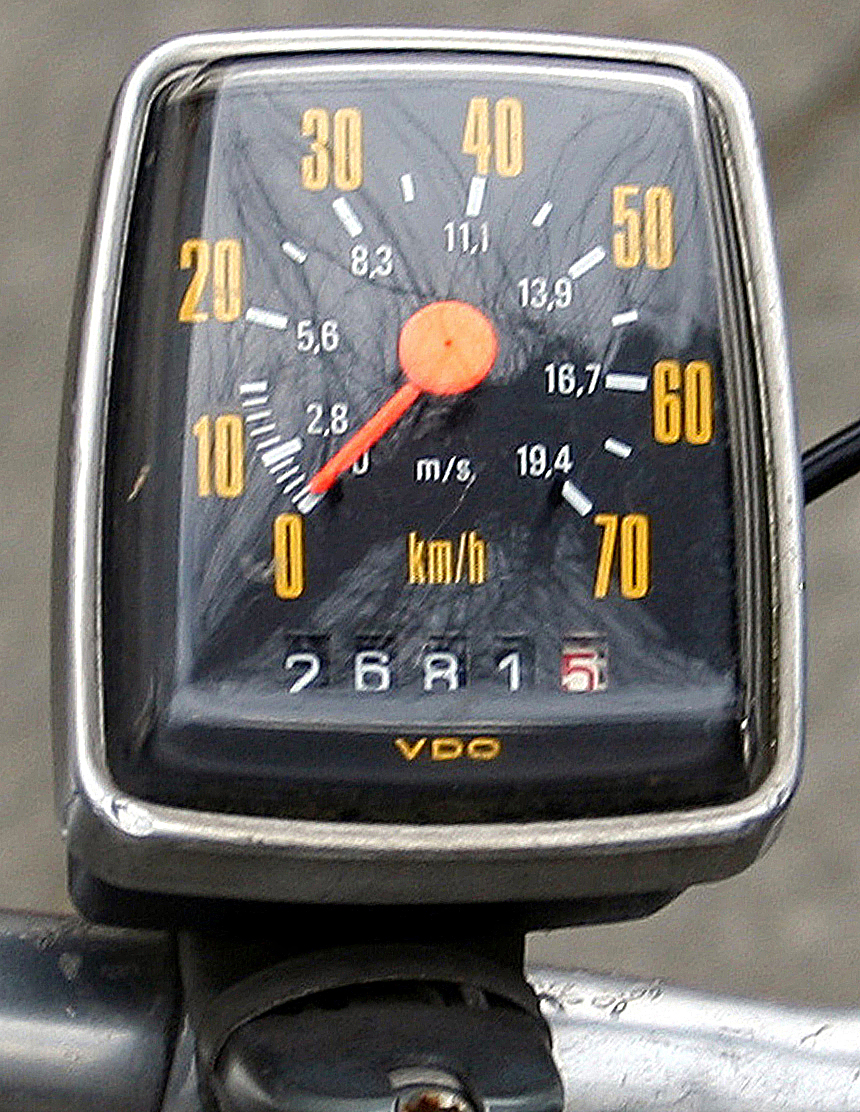
Mechanischer Wirbelstromtachometer

Eine Weiterentwicklung stellten mechanische Tachometer dar, die zusätzlich die Geschwindigkeit anzeigten. Hier war ein Aufnehmer an der Achse des Vorderrades angebracht, der mit der üblicherweise am Lenker angebrachten Anzeigeeinheit durch eine biegsame Welle mit dem Aufnehmer verbunden war. Auch diese Tachometer wurden passend zur Felgengröße angeboten. Die Anzeigeeinheit war für meist für alle Radgrößen einheitlich, lediglich die Übersetzung des Antriebes bzw. Aufnehmers wurde der Radgröße angepasst. Einige Modelle hatten neben dem Kilometerzähler einen Tageskilometerzähler. Mechanisch angetriebene Tachometer sind für gängige Reifengrößen auch heute noch als „Retro“-Artikel in verschiedenen Ausführungen erhältlich.

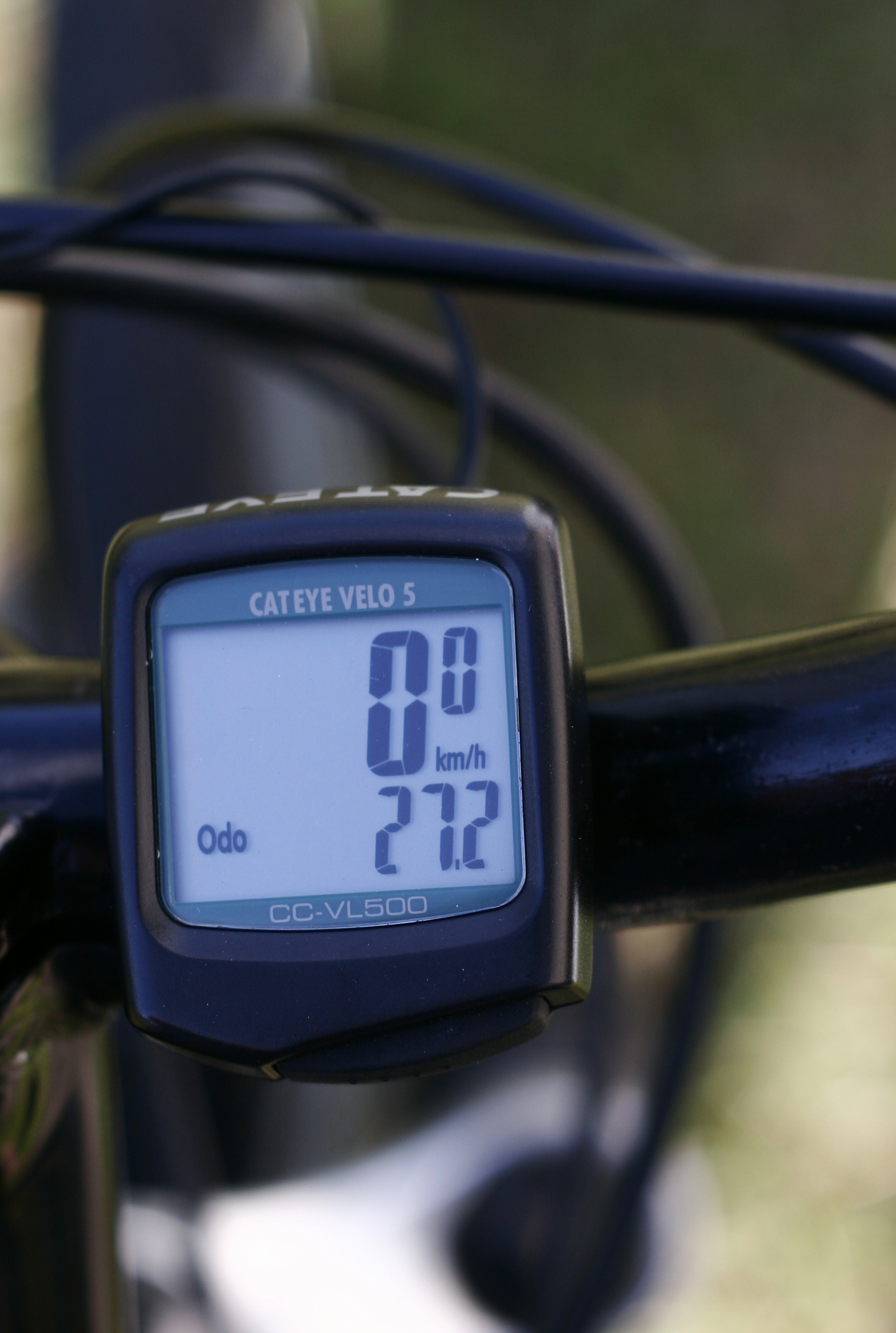
Fahrradcomputer

### Elektronische Tachometer
Mit der Entwicklung der Mikroelektronik und LC-Displays konnten ab den 1980er Jahren Kleinstrechner mit geringer Energieaufnahme für den mobilen Einsatz hergestellt werden. Zu dieser Zeit kamen die ersten Fahrradcomputer auf den Markt. Das Funktionsprinzip ist bis heute in den meisten Fällen gleich geblieben: Ein kleiner Magnet an einer Speiche induziert in einer an der Gabel befestigten Spule einen Spannungsimpuls; alternativ löst der Speichenmagnet einen Magnetschalter aus. Dieses Signal wird zur Anzeigeeinheit, dem eigentlichen Computer, weitergeleitet. Die Verbindung kann über ein Kabel oder drahtlos hergestellt werden. Die Impulse werden elektronisch gezählt, weiterverarbeitet und schließlich in den gewünschten Einheiten angezeigt. Die Geräte brauchen nicht mehr für eine bestimmte Radgröße produziert zu werden, da der Radumfang millimetergenau eingestellt werden kann.

### Fahrradcomputer
Die fortschreitende Entwicklung der Elektronik ermöglichte seit den 1990er Jahren zahlreiche zusätzliche Funktionen. Um die Jahrtausendwende konnten Kadenz, Herzfrequenz und barometrische Höhendaten angezeigt werden.

### GPS-gestützte Fahrradcomputer
Seit Mitte der 2000er-Jahre gibt es Fahrradcomputer mit GPS-Unterstützung. Diese Fahrradcomputer ermöglichten eine rudimentäre Orientierung mittels Kompass und Visualisierung der gefahrenen Strecke, jedoch ohne hinterlegte Karte. Die aufgezeichnete Strecke konnte anschließend am Computer über eine Karte gelegt werden. Zum Ende des Jahrzehnts waren auch Computer mit Farbdisplays und Anzeige der eigenen Position auf einer Karte verfügbar. Moderne Computer können aufgezeichnete Daten über WLAN oder ein verbundenes Smartphone in die Cloud hochladen. Gerätehersteller bieten in der Regel eigene Onlineportale zur Routenplanung und Trainingsanalyse an, Dienste wie Strava oder Komoot können meist über Schnittstellen eingebunden werden.

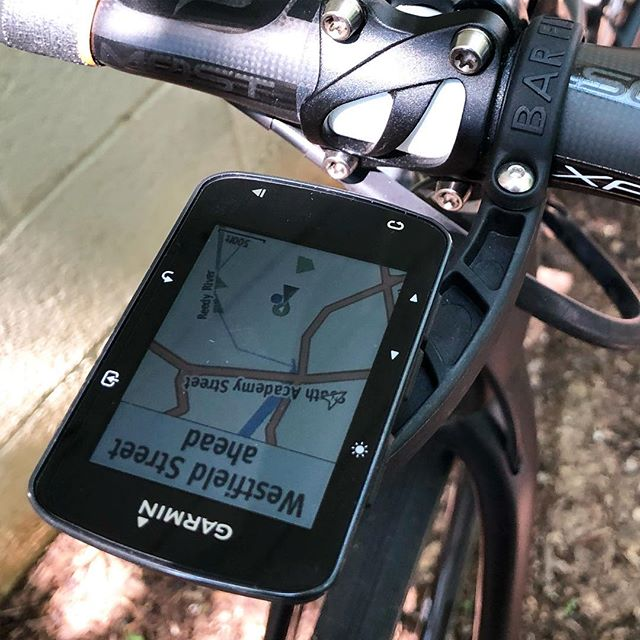
GPS-gestützter Fahrradcomputer im Kartenmodus

### Konnektivität
Moderne Fahrradcomputer können mit verschiedenen Komponenten am Fahrrad kommunizieren. Meist wird dazu eine drahtlose Verbindung über Bluetooth LE oder ANT(+) hergestellt. Möglich ist unter anderem die Verbindung folgender Sensoren und Komponenten:
- Smartphones/Computer zur Bedienung oder dem Austausch von geplanten und gefahrenen Strecken
- Geschwindigkeitssensoren, die die Geschwindigkeit über ein Magnetometer oder einen Magnetschalter ermittelt
- Trittfrequenzsensoren
- Herzfrequenzsensoren
- Radar zur Warnung vor herannahenden Fahrzeugen
- Fahrradbeleuchtung
- Powermeter
- Elektronische Schaltungen
- Antriebssysteme von E-Bikes[5]

## Abrollumfang
Der Abrollumfang hängt nicht nur von der angegebenen Felgengröße (z. B. 26 oder 28 Zoll ab), sondern auch von der Reifenbreite, denn je breiter ein Reifen ist, desto höher sind seine Seitenwände. Folgende Werte können dabei als Orientierung gelten:
| Reifengröße (nach ETRTO) | Reifengröße (Zoll) | Umfang (mm) |
| ------------------------ | ------------------ | ----------- |
| 47-305                   | 16*1,75*2          | 1272        |
| 40-406                   | 20*1,5*2           | 1527        |
| 47-406                   | 20*1,75*2          | 1590        |
| 37-540                   | 24*1 3/8A          | 1948        |
| 47-507                   | 24*1,75*2          | 1902        |
| 23-571                   | 26*1               | 1973        |
| 40-559                   | 26*1,5             | 2026        |
| 44-559                   | 26*1,6             | 2051        |
| 47-559                   | 26*1,75*2          | 2070        |
| 50-559                   | 26*1,9             | 2089        |
| 54-559                   | 26*2               | 2114        |
| 57-559                   | 26*2,25            | 2133        |
| 37-590                   | 26*1 3/8           | 2105        |
| 37-584                   | 26*1 3/8*1 1/2     | 2086        |
| 20-571                   | 26*3/4             | 1954        |
| 32-630                   | 27*1 1/4           | 2199        |
| 28-630                   | 27*1 1/4 Fifty     | 2174        |
| 40-622                   | 28*1,5             | 2224        |
| 47-622                   | 28*1,75            | 2268        |
| 40-635                   | 28*1 1/2           | 2265        |
| 37-622                   | 28*1 5/8*1 3/8     | 2205        |
| 18-622                   | 700*18C            | 2102        |
| 20-622                   | 700*20C            | 2114        |
| 23-622                   | 700*23C            | 2133        |
| 25-622                   | 700*25C            | 2146        |
| 28-622                   | 700*28C            | 2149        |
| 32-622                   | 700*32C            | 2174        |
| 37-622                   | 700*35C            | 2205        |
| 40-622                   | 700*40C            | 2224        |